# Râul Valea Mare, Sirețel
Râul Valea Mare este un afluent al râului Sirețel. 

## Hărți
- Ovidiu Gabor - Economic Mechanism in Water Management ][nefuncțională]